# Norra Vings kyrka
Norra Vings kyrka är en kyrkobyggnad i Axvall i Skara stift. Den är församlingskyrka i Valle församling efter att 2010–2018 ha tillhört Axvalls församling och tidigare Norra Vings församling.

## Kyrkobyggnaden
Norra Vings kyrka uppfördes på medeltiden, omkring 1180. Av den ursprungliga kyrkan återstår endast de delar som idag utgör sakristia och murarna öster om predikstolen.
På 1700-talet ansågs den gamla kyrkan vara för trång och 1751–1752 förlängdes därför kyrkan med sju meter. Under 1800-talet, bland annat 1834–1835, genomfördes flera genomgripande ombyggnationer då kyrkan fick sitt nuvarande utseende. En ommålning skedde 1842 och klockstapeln ersattes med ett torn med lanternin 1847. Anledningen till att ombyggnationen drog ut på tiden var pengabrist. För att renoveringen skulle kunna slutföras såldes en vinkanna i silver till Stenums kyrka. Klockorna i tornet är gjutna 1630 och 1727.

## Inventarier
- Några slitna träskulpturer från 1600-talet, skänkta av guvernör Hästehufvud på Härlingstorp.
- Ett krucifix som man fann på jungfrun Maria Kafles kista pryder numer kyrkan.
- Altartavlan av Axel Jungstedt skänktes till kyrkan av J. Almgren år 1891.

### Orgel
- År 1859 byggde Carl Johan Fogelberg, Lidköping en orgel med 7 stämmor. 1913 byggdes orgeln om av Eskil Lundén, Göteborg.
- Den nuvarande orgeln byggdes 1963 av Nordfors & Co, Lidköping och är en mekanisk orgel. Fasaden är från 1859 års orgel.

| Huvudverk I   | Svällverk II        | Pedal       | Koppel |
| Gedackt 8'    | Rörpommer 8´        | Subbas 16´  | I/P    |
| Principal 4'  | Blockflöjt 4'       | Gedackt 8'  | II/P   |
| Rörflöjt 4'   | Principal 2'        | Koralbas 4' | II/I   |
| Waldflöjt 2'  | Oktava 1'           |             |        |
| Mixtur 4 chor | Sesquialtera 2 chor |             |        |
|               | Scharfcymbel 2 chor |             |        |
|               | Crescendosvällare   |             |        |